# Michael Coleman (escritor)
Michael Coleman (n. Londres, 12 de mayo de 1946) es un escritor británico de ficción para niños y adultos-jóvenes más conocido por ser uno de los finalistas para la Carnegie Medal de 1996 por su libro Weirdo's War.
Ha publicado alrededor de cien libros, incluyendo 15 títulos bajo la serie Angels FC y 5 títulos (The Cure, Going Straight, The Snog Log, Tag y Weirdo's War) para los lectores de "10 and older".